# Charles Frédéric Gerhardt
Charles Fréderic Gerhardt (Estrasburgo, 21 de agosto de 1816 - Estrasburgo, 19 de agosto de 1856) fue un químico alsaciano. Nació en Estrasburgo y estudió en Karlsruhe, Leipzig, Gießen y Dresde. En 1838 se trasladó a París y en 1841 a Montpellier donde se convirtió en profesor titular de química en 1844. Luego de algunas disputas con químicos de renombre por algunas de sus publicaciones científicas, Gerhardt se mudó de Montpellier a París donde abrió su propia École de chimie pratique (Escuela de química práctica). Esta escuela no prosperó y en 1855 Gerhardt aceptó la cátedra de química de la École Polytechnique de Estrasburgo donde murió el año siguiente.
Gerhardt es conocido por su trabajo en la reforma de la notación de fórmulas químicas (1843 - 1846). También trabajó con los anhídridos carboxílicos y sintetizó el ácido acetilsalicílico aunque en una forma inestable e impura.
Gerhardt es relacionado frecuentemente con su contemporáneo Auguste Laurent con quien compartió un fuerte e influyente interés por la combinación química.

## Obra
- Traité de Chimie Organique (4 vols.)

- 1838. « Ueber einige Stickstoffverbindungen des Benzoyls », en Justus Liebigs Annalen der Chemie

- 1841. Recherches chimiques sur les huiles essentielles : Premier Mémoire présenté à l'Académie des sciences, le 30 novembre 1840, ed. de Bachelier

- 1841. Recherches sur l'hellénine, principe concret de la racine d'aulnée et sur quelques composés congénères (tesis de doctorado en ciencias, Univ. de Paris, 6 de abril de 1841), Gratiot et Cie. Paris, en línea Archivado el 29 de noviembre de 2014 en Wayback Machine.

- 1842. « Untersuchungen über die organischen Basen » en Liebigs Ann. Chem.

- 1846. « Ueber salpetersäure und salpetrigsäure Salze », en J. für Praktische Chemie

- 1853. « Recherches sur les acides organiques anhydres », en Ann. Chim. Phys.

- 1853. « Recherches sur les amides », con L. Chiozza, en Comptes rendus de l'Académie des sciences

- 1858. « Ueber die Einwirkung des Phosphorsuperchlorids auf einige Amide », en Liebigs Ann. Chem.